# Probopyrus ascendens
Probopyrus ascendens là một loài chân đều trong họ Bopyridae. Loài này được Semper miêu tả khoa học năm 1880.